# Marko Bošnjak
Marko Bošnjak (Mostar, 11. siječnja 2004.) hrvatski je pjevač iz Bosne i Hercegovine.

## Glazbena karijera
Osnovnu je školu završio u Prozoru nakon čega upisuje Školu za grafiku, dizajn i medijsku produkciju u Zagrebu.
Počevši od 4. rujna 2015., Bošnjak se pojavio kao natjecatelj u drugoj sezoni srbijanskog talent showa „Pinkove zvezdice”. U finalu je Bošnjak otpjevao „Što te nema” i pobijedio na natjecanju, kada je imao 11 godina.
Dana 17. prosinca 2021. Bošnjak je s pjesmom „Moli za nas” objavljen kao jedan od četrnaest sudionika Dore 2022.. Na kraju glasovanja, pjesma je dobila 179 bodova te osvojila 2. mjesto iza Mije Dimšić. Pjesma je službeno objavljena 10. veljače 2022. kao Bošnjakov debitantski singl.
Dana 27. travnja 2022. nastupio je na 62. izdanju Splitskog festivala s pjesmom „Pjesma za kraj”. Godinu dana kasnije, početkom 2023., Bošnjak objavljuje svoj treći singl „Spokojan”. U veljači 2023. pjesma je dobila nominaciju u kategoriji "pjesma godine" za dodjelu nagrada Cesarica 2024.
Dana 14. travnja 2023. Bošnjak je objavio svoj četvrti samostalni singl „Nema”.
Bio je nominiran je za Zlatni studio 2024. u kategoriji „najbolje novo lice”.
Dana 2. ožujka 2025. nastupio je na Dori 2025. s pjesmom „Poison Cake”. Osvojivši 130 bodova, pobijedio je, i time postao predstavnik Hrvatske na Pjesmi Eurovizije 2025. u Baselu.
Nastupio je u prvoj polufinalnoj večeri 15. svibnja 2025., no nije se kvalificrao u finale, osvojivši 12. mjesto s 28 bodova.

## Diskografija

### Singlovi
| „Moli za nas”                                                                        | 2022. | 29. | Singlovi izvan albuma |
| „Pjesma za kraj”                                                                     | 2022. | –   | Singlovi izvan albuma |
| „Spokojan”                                                                           | 2023. | 15. | Singlovi izvan albuma |
| „Nema”                                                                               | 2023. | 18. | Singlovi izvan albuma |
| „Pusti me”                                                                           | 2024. | –   | Singlovi izvan albuma |
| „Asfalt” (sa Ivom Lorens)                                                            | 2024. | –   | Singlovi izvan albuma |
| „Takav dan”                                                                          | 2024. | –   | Singlovi izvan albuma |
| „Zdravo budi mladi kralju”                                                           | 2024. | –   | Singlovi izvan albuma |
| „Poison Cake”                                                                        | 2025. | 1.  | Singlovi izvan albuma |
| "–" označava izdanja koja nisu dospjela na ljestvicu ili nisu izdana u tom području. |       |     |                       |

## Nagrade i nominacije
| Godina | Nagrada       | Kategorija         | Nominacija         | Ishod      | Izv.   |
| ------ | ------------- | ------------------ | ------------------ | ---------- | ------ |
| 2023.  | Cesarica      | Pjesma godine      | „Moli za nas”      | Nominacija | [ 9 ]  |
| 2024.  | Cesarica      | Pjesma godine      | „Spokojan”         | Nominacija | [ 10 ] |
| 2024.  | Zlatni studio | Najbolje novo lice | Najbolje novo lice | Nominacija |        |